# اردنه‌بورن
شهرستان اِردِنه‌بورِن (به زبان مغولی: Эрдэнэбүрэн сум، [Erdenebüren sum]؛ ᠡᠷᠳᠡᠨᠢ ᠪᠦᠷᠢᠨ ᠰᠤᠮᠤ، [erdeni bürin sumu]) یک شهرستان (سُوم) در مغولستان است که در استان خوفد واقع شده‌است. اِردِنه‌بورِن ۲٬۷۷۲ کیلومتر مربع مساحت دارد.

## تقسیمات اداری
شهرستان اِردِنه‌بورِن متشکل از ۵ قصبه (باغ) می‌باشد، شامل:
- بایان‌غول (مغولی: Баянгол баг، [Bajangol bag]؛ ᠪᠠᠶᠠᠨ ᠭᠣᠤᠯ ᠪᠠᠭ، [bayan ɣoul baɣ])
- خاراُوس (مغولی: Хар ус баг، [Xar us bag]؛ ᠬᠠᠷ᠎ᠠ ᠤᠰᠤ ᠪᠠᠭ، [qar-a usu baɣ])
- خونغیو (مغولی: Хонгио баг، [Xongio bag]؛ ᠬᠣᠩᠭᠢᠶ᠎ᠠ ᠪᠠᠭ، [qoŋɣiy-a baɣ])
- شوراغ (مغولی: Шураг баг، [Šurag bag]؛ ᠰᠢᠷᠤᠭ ᠪᠠᠭ، [širuɣ baɣ])
- نامارجین (مغولی: Намаржин баг، [Namaržin bag]؛ ᠨᠠᠮᠤᠷᠵᠢᠨ ᠪᠠᠭ، [namurjin baɣ])